# Рауль II де Бриенн
Рауль II де Бриенн (фр. Raoul de Brienne, казн. 19 ноября 1350, Нельский отель, Париж) — граф д'Э (Рауль IV) и граф де Гин (Рауль III) с 1344, коннетабль Франции с 1344, сын Рауля I де Бриенн, графа д’Э и де Гин, и Жанны де Мелло, дамы де Шато-Шинон.

## Биография

Герб дома де Бриенн

Французский военачальник. В 1333 году вел переговоры о браке своей сестры Жанны с Эдуардом Чёрным Принцем. В 1344 году назначен королём Филиппом VI коннетаблем Франции, сменив умершего отца. В 1346 году его захватил в плен Томас Холланд при осаде Кана. Рауля отправили в Англию, где он провёл в плену 3 года. Освободили его в 1349 году (возможно в обмен на замок и графство Гин).
По возвращении во Францию Рауль был арестован, обвинён в оскорблении короля и казнён. Хронист Жан Фруассар так пишет о его казни: «Во вторник, 16 ноября, Рауль, граф О и Гин, коннетабль Франции, который незадолго до этого вернулся из английского плена, был арестован по приказу короля в особняке Нель и оставался там до следующего четверга, когда около часа заутрени, был там обезглавлен в присутствии герцога Бурбонского, графа Арманьяка, графа Монфора, сеньора Жана Булонского, графа Руэй и многих других рыцарей, которые, по приказу короля, присутствовали на казни в этом дворце. Так он был казнен за великие измены, в которых сам исповедался герцогу Афинскому и еще нескольким другим лицам. Его тело, по разрешению короля и из уважения к друзьям коннетабля, было похоронено на августинском кладбище в Париже вне стен монастыря».
Графства Э и Гин были конфискованы.

## Брак и дети
Жена: 2 октября 1340 Екатерина (ум. 18 января 1388), дочь Людовика II Савойского, сеньора де Во
Законных детей Рауль не оставил, но у него был как минимум один незаконный сын — Жан дю Буа.